# Aikido-Union Deutschland
Die Aikido-Union Deutschland (AUD) ist ein gemeinnütziger Verband für Aikidō in Deutschland mit Sitz in Frankfurt am Main.
Die Mitglieder sind Aikidō-Vereine, Sportvereine mit Aikidō-Abteilungen und Aikidō-Landesverbände, die alle ebenfalls gemeinnützig sind.
Die AUD ist demokratisch strukturiert; die Funktionsinhaber sind ehrenamtlich tätig.
Das Logo der AUD zeigt die Kanji für Aikidō, im Hintergrund eine Variation des vom Aikidō-Gründer Ueshiba Morihei verwendeten Kamon.
Die AUD wurde am 27. April 2002 von Mitgliedern des Deutschen Aikido-Bundes (DAB) in Northeim gegründet.
Dem vorausgegangen waren Auseinandersetzungen im Laufe des Generationswechsels innerhalb des DAB.
Initiiert wurde die Gründung der AUD durch Rolf Brand und Erhard Altenbrandt, auf die auch bereits die Gründung des DAB zurückging.
Der AUD gehört ein Landesverband in Baden-Württemberg an. In den übrigen Bundesländern sind die Vereine direkt der AUD angeschlossen.
Die AUD ist international keinem Verband zugehörig.
Technisch geprägt und didaktisch strukturiert wurde das in der AUD praktizierte Aikidō vorrangig von Rolf Brand und Erhard Altenbrandt, die bei Gerd Wischnewski (Schüler von Ueshiba Morihei), Yves Cauhepe (Schüler von Tōhei Kōichi) und vor allem André Nocquet (Schüler von Ueshiba Morihei und Tadashi Abe) Aikidō gelernt hatten.
Die AUD ist eine der wenigen Aikidō-Organisationen, die Kata mit Partnern im Lehrsystem verankert hat, wie sie von Tadashi Abe eingeführt wurden.

## Verbandsorgane
Organe des Verbandes sind die Hauptversammlung, das Präsidium und die Technische Kommission.
Die Hauptversammlung ist das oberste Organ der AUD, setzt sich aus den Delegierten der Mitglieder und den Angehörigen des Präsidiums zusammen und kommt in der Regel alle zwei Jahre zusammen.
Die Technische Kommission (TK) besteht aus den elf ranghöchsten Aikidō-Lehrern des Verbandes. Möchte ein Lehrer nicht in der TK tätig sein, wird stattdessen der nächstrangniedrigere aufgenommen. Die TK ist das für die die Technik des Aikidō innerhalb des Verbandes betreffenden Belange (z. B. Prüfungsordnung) zuständige Gremium in der AUD.

## Bekleidung
In der AUD dürfen die Kyū-Grade einen weißen Hakama tragen. Die Grade werden durch farbige Gürtel unterschieden:
|             | 6. Kyū        | 5. Kyū        | 4. Kyū         | 3. Kyū        | 2. Kyū        | 1. Kyū         |
| ----------- | ------------- | ------------- | -------------- | ------------- | ------------- | -------------- |
| Gürtelbild  | Weißer Gürtel | Gelber Gürtel | Oranger Gürtel | Grüner Gürtel | Blauer Gürtel | Brauner Gürtel |
| Gürtelfarbe | weiß          | gelb          | orange         | grün          | blau          | braun          |

Yudansha (1. bis 5. Dan) tragen einen schwarzen Gürtel und einen schwarzen Hakama.
Kodansha (ab 6. Dan) können einen rot-weiß gestreiften Gürtel zum schwarzen Hakama tragen.